# تكوين ديناصور بارك
تكوين ديناصور بارك (بالإنجليزية: Dinosaur Park Formation)‏ هو الجزء العلوي من مجموعة نهر بيلي (المعروفة كذلك بمجموعة نهر جوديث)، وهو وحدة جيولوجية كبيرة تقع في جنوب ألبرتا. تشكلت خلال مرحلة الكامباني من الطباشيري المتأخر بين 76.9 و75.8 مليون سنة مضت. تشكل التكوين في بيئة رسوبية وساحلية، ويحده تكوين أولدمان من الأسفل وتكوين بيربو البحري من الأعلى.
يحتوي تكوين ديناصور بارك على كميات كبيرة من هياكل الديناصورات الكاملة وغير الكاملة، والتي يُعثر عليها عادة مع بقايا أنسجة لينة محفوظة. بقايا حيوانات أخرى مثل السمك، السلاحف، التمساحيات وكذلك بقايا النباتات متواجد بكثرة كذلك. سُمي التكوين على اسم منتزه الديناصور الإقليمي وهو موقع تراث عالمي، يشرف التكوين على الأراضي الوعرة التي تجانب نهر الغزال الأحمر.